# Volodymyr Djoedja
Volodymyr Joerijovytsj Djoedja (Oekraïens: Володимир Юрійович Дюдя) (Belaia Zerkov, 6 januari 1983) is een Oekraïens voormalig baan- en wegwielrenner.

## Carrière
Tussen 2002 en 2005 won Djoedja goud op de baan bij de EK voor beloften op het onderdeel achtervolging. In 2002 nam hij ook voor het eerst deel aan de WK op de baan, bij de achtervolging kwam hij tot een vierde plaats. Na afwezigheid in 2003 nam hij tussen 2004 en 2009 zesmaal deel aan de WK. Zijn beste uitslag was een bronzen medaille in 2006 op de ploegenachtervolging die hij samen met Roman Kononenko, Ljoebomyr Polatajko en Maksym Polisjtsjoek reed. Djoedja nam in 2004 en 2008 deel aan de Olympische Zomerspelen waar hij in beide gevallen de achtervolging reed en in 2008 ook de ploegenachtervolging, hij won geen medailles.
Op de weg reed Djoedja tussen 2005 en 2009 bij enkele Duitse en Italiaanse ploegen. Namens Team Milram reed hij in 2006 de Ronde van Spanje, maar hij startte niet meer in de zesde etappe. Een jaar later won hij het nationale kampioenschap tijdrijden, Djoedja legde het parcours sneller af dan Serhij Matvjejev. Na enkele jaren van afwezigheid reed hij tussen 2014 en 2016 nog bij wisselende Chinese ploegen. In 2016 stopte hij als professioneel wielrenner.

## Palmares
| Jaar        | OK          | EK                                   | WK                                                 | Overige |
| Als belofte | Als belofte | Als belofte                          | Als belofte                                        | Als belofte |
| ----------- | ----------- | ------------------------------------ | -------------------------------------------------- | --- |
| 2002        |             | achtervolging                        |                                                    | |
| 2003        |             | achtervolging · ploegenachtervolging |                                                    | |
| 2004        |             | achtervolging · ploegenachtervolging |                                                    | |
| 2005        |             | achtervolging · ploegenachtervolging |                                                    | |
| Als elite   |             |                                      |                                                    | |
| 2002        |             |                                      | 4e achtervolging                                   | |
| 2003        |             |                                      |                                                    | WB Kaapstad: · ploegenachtervolging · WB Moskou: · achtervolging · ploegenachtervolging                                                                                                |
| 2004        |             |                                      | 6e achtervolging                                   | WB Moskou: · achtervolging · ploegenachtervolging · WB Moskou: · achtervolging · ploegenachtervolging · WB Los Angeles: · ploegenachtervolging · Olympische Spelen: · 7e achtervolging |
| 2005        |             |                                      | 5e achtervolging                                   | WB Manchester: · achtervolging |
| 2006        |             |                                      | ploegenachtervolging · 6e achtervolging            | |
| 2007        |             |                                      | 12e achtervolging                                  | WB Beijing: · achtervolging · WB Sydney: · achtervolging |
| 2008        |             |                                      | 10e achtervolging                                  | Olympische Spelen: 5e achtervolging 9e ploegenachtervolging |
| 2009        |             |                                      | 4e achtervolging 4e omnium 8e ploegenachtervolging | |

### Wegwielrennen
2007
 Oekraïens kampioen tijdrijden, elite

#### Resultaten in grote rondes
| Jaar | Ronde van Italië | Ronde van Frankrijk | Ronde van Spanje |
| ---- | ---------------- | ------------------- | ---------------- |
| 2006 |                  |                     | opgave           |

## Ploegen
- 2005 -  Domina Vacanze (stagiair vanaf 01-08)
- 2006 -  Team Milram
- 2007 -  Team Milram
- 2008 -  Team Milram
- 2009 -  ISD-Neri
- 2014 -  Gan Su Sports Lottery Cycling Team (vanaf 27 juni)
- 2015 -  China Cooperation Development Cycling Team (tot en met 25 juni)
- 2015 -  China Continental Team of Gansu Bank (vanaf 1 juli)
- 2016 -  Team Lvshan Landscape

Belli ·
Bertolini · 
Bonfanti · 
Borghi ·
Cadamuro · 
Celestino ·
Cortinovis ·
Fertonani ·
Furlan ·
Ghisalberti ·
Gobbi ·
Grigoli ·  
Hontsjar ·
Hryvko · 
Iglinski · 
Ivanov ·
Jurčo ·
Lorenzetto ·  
Ludewig ·
Noeritdinov ·
Quaranta ·
Rigotto ·
Solari ·
Valoti ·
Vanotti ·
Visconti ·
Djoedja (stagiair) ·
Scognamiglio (stagiair) ·
Zagorodni (stagiair)
Becke ·
Cadamuro ·
Celestino ·
Cortinovis ·
den Bakker · 
Djoedja ·  
Ghisalberti ·
Gobbi · 
Grabsch ·
Haueisen ·
Hryvko · 
Iglinski ·
Jurčo · 
Knees ·
Lorenzetto · 
Müller ·
Musiol ·
Ongarato ·   
Petacchi ·
Poitschke ·
Rigotto ·
Sabatini ·
Sacchi ·   
Schröder ·
Scognamiglio ·
Siedler ·
Vanotti ·
Velo ·
Visconti ·
Zabel
Astarloa ·
Celestino ·
Cortinovis ·
Djoedja ·  
Ghisalberti ·
Grabsch ·
Haueisen ·
Hryvko · 
Jurčo · 
Knees ·
Lancaster ·
Lorenzetto · 
Müller ·
Ongarato ·   
Petacchi ·
Poitschke ·
Rigotto ·
Sabatini ·
Sacchi ·   
Schröder ·
Schwager ·
Scognamiglio ·
Sieberg ·
Siedler ·
Terpstra ·
Velo ·
Zabel ·
Barla (stagiair) ·
Orlandi (stagiair) ·
Salvi (stagiair)
Astarloa (tot 31/05) ·
Barla ·
Djoedja ·  
Eichler ·
Gajek ·
Ghisalberti ·
Grabsch ·
Haueisen ·
Hryvko · 
Jurčo · 
Knees ·
Kux ·
Lancaster ·
Müller ·
Ongarato ·   
Petacchi (tot 30/04) ·
Poitschke ·
Rigotto ·
Roels ·
Sabatini ·
Schröder ·
Schwager ·
Terpstra ·
M. Velits ·
P. Velits ·
Velo ·
Zabel ·
Geschke (stagiair) ·
Hassink (stagiair) ·
Schluter (stagiair)